# فان فليتشير
فـان فليتشير (بالإنجليزية: Van Fletcher)‏ هو لاعب كرة قاعدة أمريكي، ولد في 6 أغسطس 1924 في إيست بيند في الولايات المتحدة، وتوفي في 17 مارس 2010 في يادكينفيل في الولايات المتحدة.

## وصلات خارجية
- فـان فليتشير على موقعبيزبول رفرنس.كوم (الدوري الرئيسي) (الإنجليزية)
- فـان فليتشير على موقعبيزبول رفرنس.كوم (الدوري الثانوي) (الإنجليزية)